# Комаягуа
Комаягуа (исп. Comayagua, полное испанское название Santa María de la Nueva Valladolid de Comayagua, Санта Мария де ла Нуэва Вальядолид де Комаягуа) — город в центральной части Гондураса,  в 80 км к северо-западу от города Тегусигальпа. Административный центр одноимённого департамента.
В 1821 году при участии Франсиско Морасана в городе была провозглашена первая конституция Гондураса.

## Достопримечательности
Город был столицей Гондураса с 1537 по 1880 год. Сохранилось много памятников колониальной архитектуры, таких как собор Комаягуа (1685—1711), первая в городе церковь Ла-Мерсед (построена между 1550 и 1551 годами), женский монастырь Сан-Франсиско (1584), церковь Ла-Каридад (1590—1730), Сан-Себастьян, церковь Непорочного Зачатия Девы Марии (1634—1711), резиденция епископа (1735).

### Музеи
- Колониальный музей;
- Музей антропологии и истории;
- Дом-музей Хосе Тринидада Кабаньяса;
- Дом-музей Франсиско Морасана.

## Галерея

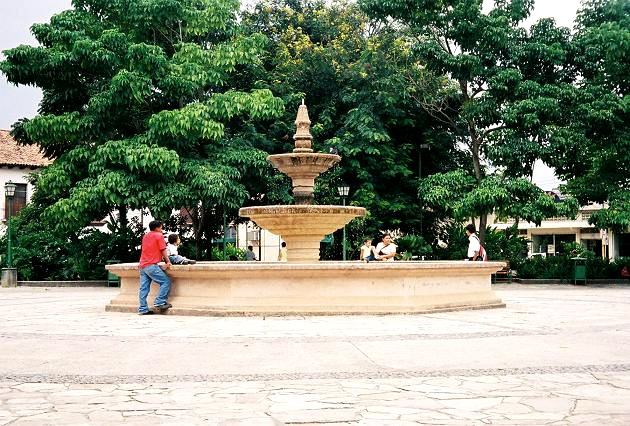
Центральная площадь
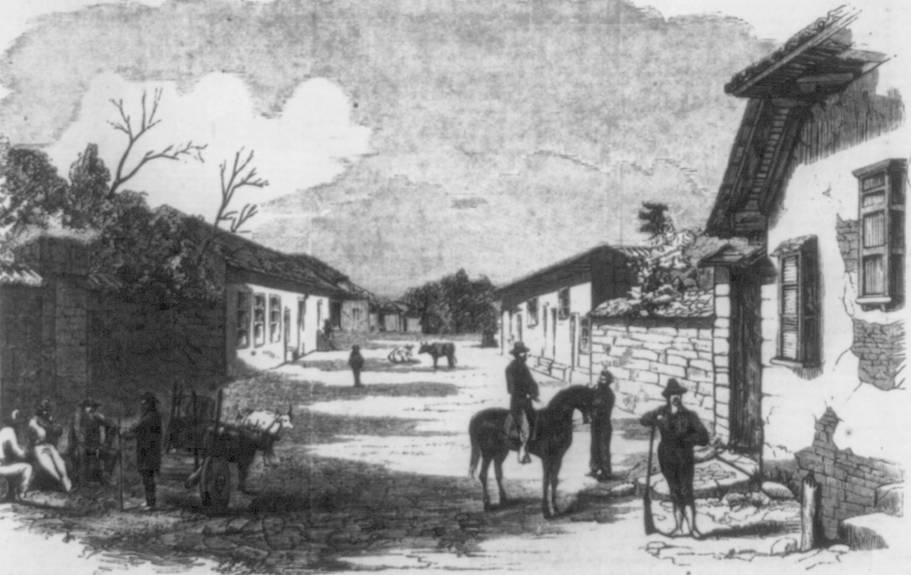
Комаягуа в 1856 году